# فلوريد الزرنيخ الخماسي
فلوريد الزرنيخ الخماسي (أو خماسي فلوريد الزرنيخ) هو مركب كيميائي صيغته AsF5، ويوجد في الشروط القياسية على شكل غاز عديم اللون.
ينتمي المركب إلى مجموعة الفلوريدات، وهو سام مثل باقي مركبات الزرنيخ اللاعضوية.

## التحضير
يحضر المركب من التفاعل المباشر للعنصرين المكونين له الزرنيخ والفلور:

{\displaystyle \mathrm {2\ As+5\ F_{2}\longrightarrow 2\ AsF_{5}} }
كما يمكن أن تتم عملية التحضير من الفلورة اللاحقة لمركب فلوريد الزرنيخ الثلاثي:
{\displaystyle \mathrm {AsF_{3}+\ F_{2}\longrightarrow \ AsF_{5}} }

## الخواص
يوجد المركب في الشروط القياسية على شكل غاز عديم اللون، وله بنية جزيئية هرمية ثلاثية مضاعفة. يبلغ طول الرابطة As−F المحورية في الحالة الصلبة مقدار 171.9 بيكومتر، أما الاستوائية فمقدارها 166.8 بيكومتر.
يشكل خماسي فلوريد الزرنيخ معقدات هاليدية، ويتميز بكونه مستقبل جيد للإلكترونات كما يتضح في التفاعل مع رباعي فلوريد الكبريت:
{\displaystyle \mathrm {AsF_{5}+SF_{4}\longrightarrow SF_{3}^{+}[AsF_{6}]^{-}} }.
كما يشكل معقدات مختلفة مع ثنائي فلوريد الزينون:
{\displaystyle \mathrm {2\,XeF_{2}+AsF_{5}\rightarrow [Xe_{2}F_{3}][AsF_{6}]} }
{\displaystyle \mathrm {XeF_{2}+AsF_{5}\rightarrow [XeF][AsF_{6}]} }
{\displaystyle \mathrm {XeF_{2}+2\,AsF_{5}\rightarrow [XeF][As_{2}F_{11}]} }

## المخاطر
إن مركب فلوريد الزرنيخ الثلاثي سام جداً مثل باقي مركبات الزرنيخ اللاعضوية.